# Microserica minuscula
Microserica minuscula är en skalbaggsart som beskrevs av Moser 1915. Microserica minuscula ingår i släktet Microserica och familjen Melolonthidae. Inga underarter finns listade i Catalogue of Life.